# Vladimir Carauș
Vladimir Carauș (în rusă Владимир Степанович Карауш) (n. 26 februarie 1949, satul Cuzmin, raionul Camenca, RSS Moldovenească) este un om politic al auto-proclamatei Republici Moldovenești Nistrene, care îndeplinește în prezent funcția de șef al Administrației de Stat a raionului Camenca.

## Biografie
Vladimir Karauș s-a născut la data de 26 februarie 1949, în satul Cuzmin din raionul Camenca (RSS Moldovenească), într-o familie de etnie ucraineană. A absolvit Institutul Agronomic din Chișinău, obținând diploma de inginer agronom. 
A lucrat la Ferma de Stat a Școlii Tehnice "I. Soltisa" ca muncitor (1967-1969), apoi ca adjunct al șefului de brigadă pentru viticultură al aceleiași ferme (1969-1970), șef de brigadă pentru viticultură și horticultură (1970-1973), agronom pentru culturile pe termen lung, agronom-șef al Fermei (1973-1976). Este trecut apoi pe funcții politice ca secretar al Comitetului de Partid al Fermei de Stat din Kalinin (1976-1977) și președinte al Colhozului "Patria" (1977-1998). 
În anul 1998, Vladimir Karauș este numit prim-vicepreședinte al Administrației de Stat al raionului Camenca, șef al administrației agriculturii din acest raion. După demisia din funcție a lui Valerian Runkovski la data de 20 iunie 2008, Karauș a fost numit în funcția de șef al Administrației de Stat al raionului Camenca .
Vladimir Karauș a fost decorat cu următoarele distincții: Medalia "Pentru muncă susținută" (1981), Medalia "Pentru muncă susținută" (2001), medalii aniversare etc. A primit titlul onorific de “Muncitor fruntaș al RMN” (2004).
Vladimir Karauș este căsătorit și are doi fii și trei nepoți. 